# اندیس طاهر آباد ۱
طاهر آباد ۱ یک اندیس مصالح ساختمانی است که در حوالی شهر خور استان اصفهان قرار دارد و مادهٔ معدنی موجود در آن، سنگ تزئینی است.  